# Feis
Feis, właściwie Faisal Mssyeh (ur. 25 stycznia 1986 w Rotterdamie, zm. 1 stycznia 2019 tamże) – holenderski raper.

## Życiorys
Urodził się 25 stycznia 1986 w Rotterdamie. Zyskał rozpoznawalność w 2007 po tym jak pracował nad utworem Klein, Klein Jongetje z innym raperem U-Niq. W tym samym roku nagrał piosenkę Coke op 't Gas z Kempi. W 2009 raper Winne zaprosił go gościnnie do udziału w płycie Winne zonder strijd. W 2014 nagrał swój debiutancki album Hard van buiten, gebroken van binnen. W 2015 wystąpił na festiwalu Eurosonic Noorderslag.
Zmarł 1 stycznia 2019 w wyniku odniesionych ran podczas strzelaniny do jakiej doszło w Rotterdamie.

## Dyskografia
- Hard van buiten, gebroken van binnen (2014)